# Comuna Zaliznîțea, Liubeșiv
Zaliznîțea (în ucraineană Залізниця) este o comună în raionul Liubeșiv, regiunea Volînia, Ucraina, formată din satele Lobna, Mijhaiți și Zaliznîțea (reședința).

## Demografie
Componența lingvistică a satului Zaliznîțea
     Ucraineană (99,88%)
     Alte limbi (0,12%)
Conform recensământului din 2001, majoritatea populației satului Zaliznîțea era vorbitoare de ucraineană (99,88%), existând în minoritate și vorbitori de alte limbi.